# ارباخ در اودنوالد
شهر ارباخ در اودنوالد در ایالت هسن در کشور آلمان واقع شده است.

## نگارخانه

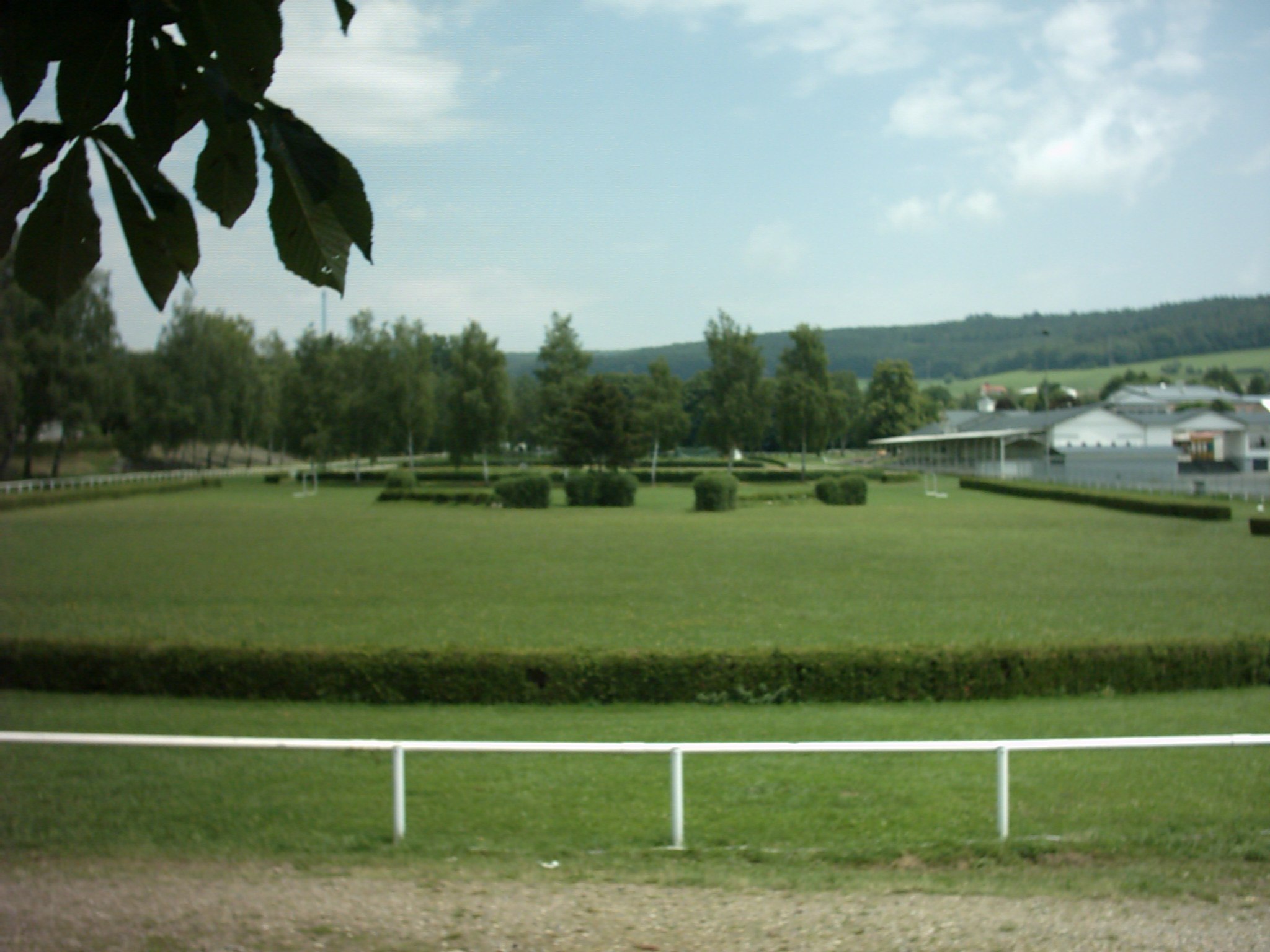
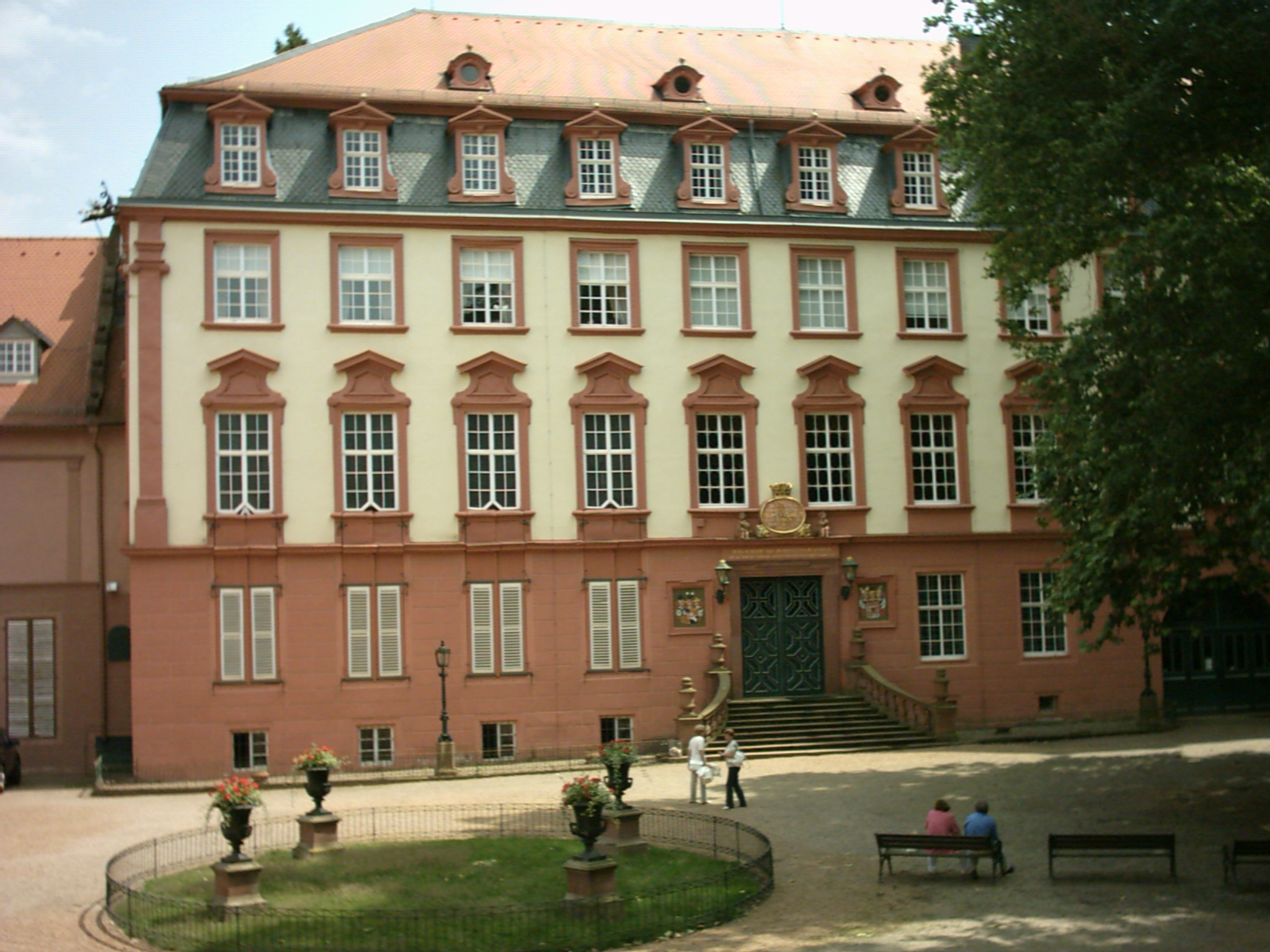
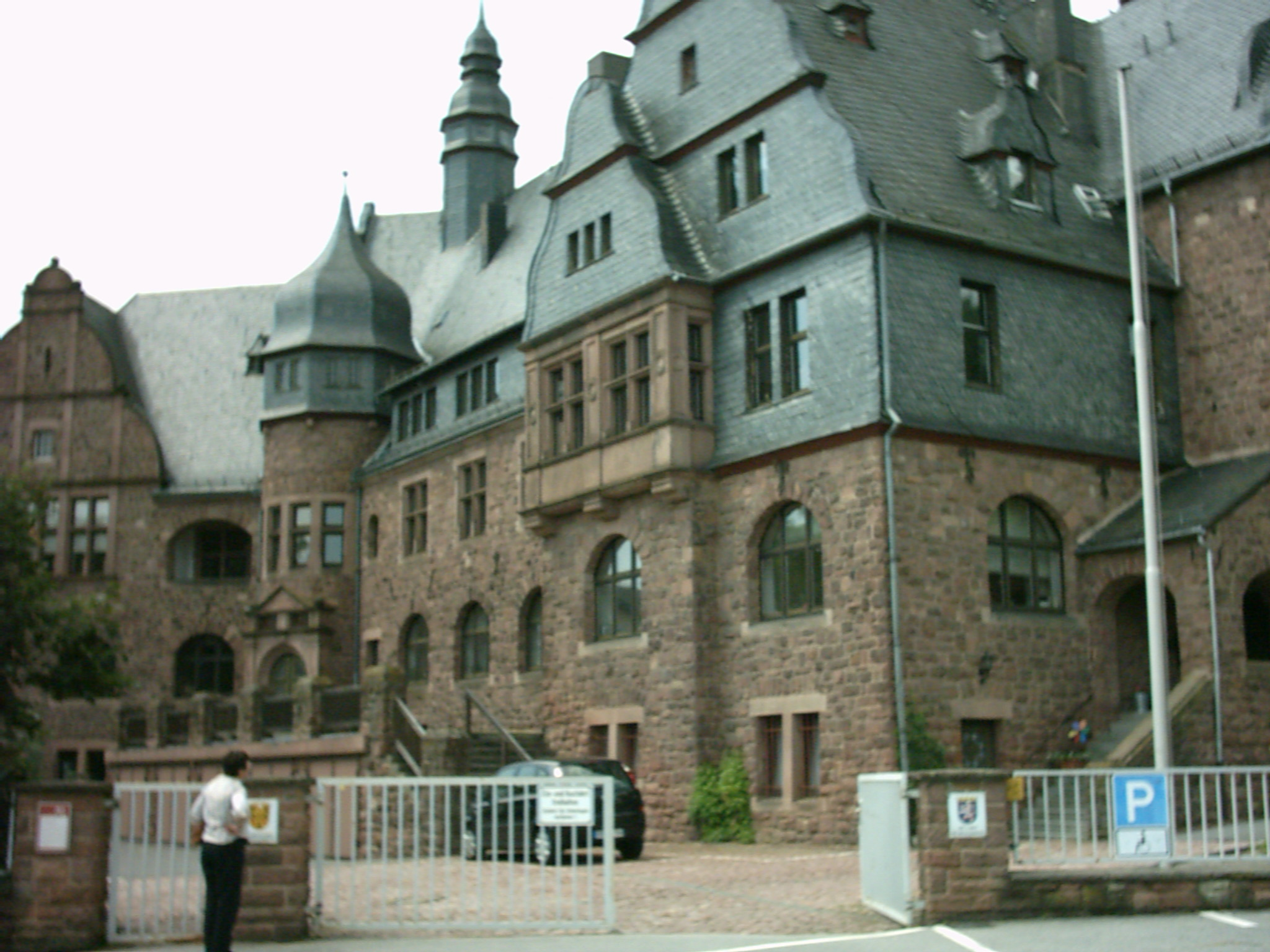
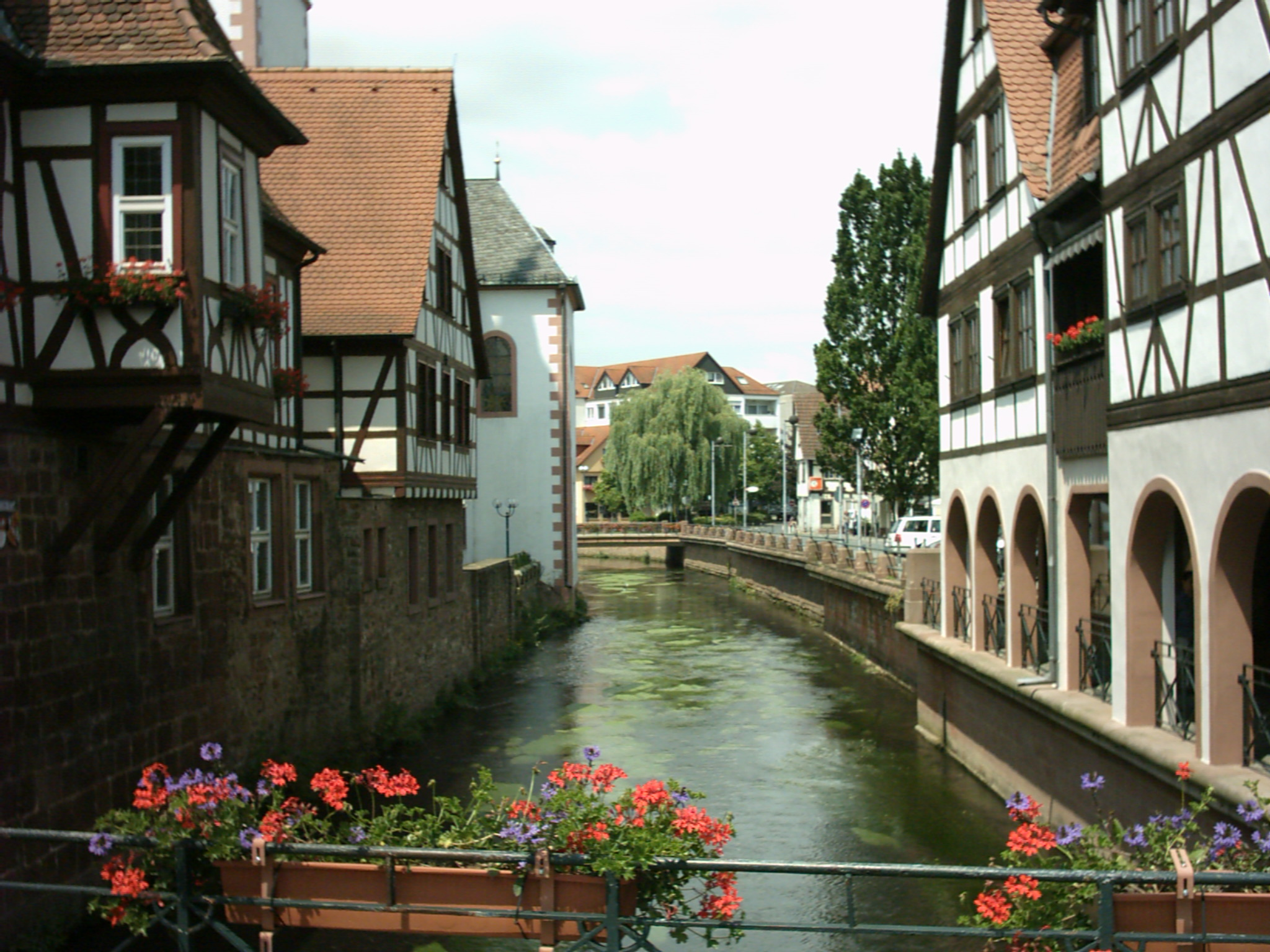
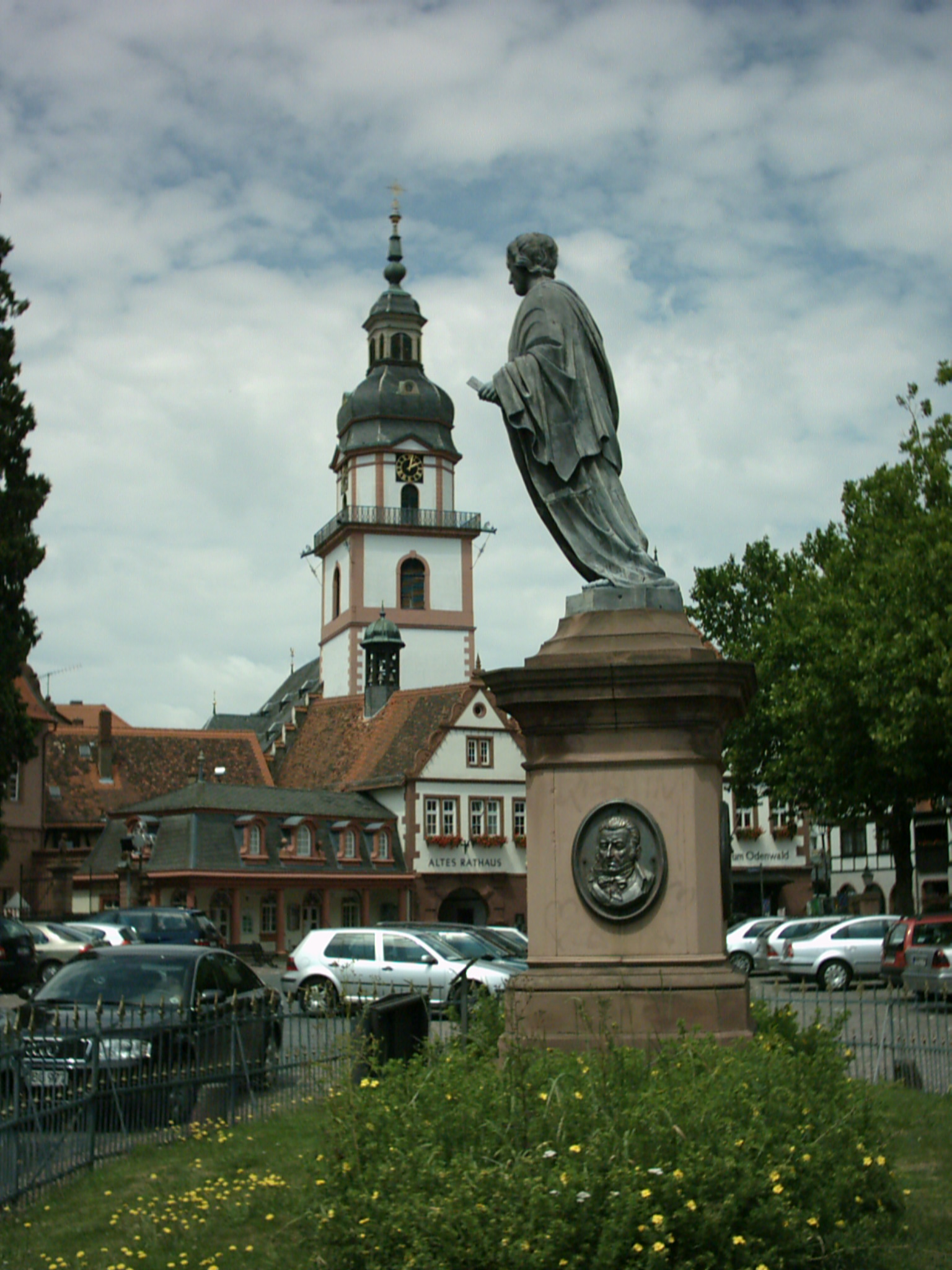